# 昆士蘭磯塘鱧
昆士蘭磯塘鱧（学名：Eviota queenslandica）为鰕虎科磯塘鱧屬下的一个种。